# Ein vernunftbegabtes Tier
Ein vernunftbegabtes Tier (orig. Un animal doué de raison) ist der Titel eines 1967 erschienenen Romans des französischen Schriftstellers Robert Merle. Die deutsche Ausgabe erschien 1969. Im Goldmann-Verlag erschien das Buch unter dem Titel „Der Tag der Delphine“. Der Roman lässt sich den Kategorien Science-Fiction und Thriller zuordnen. Sein Titel geht auf ein Wort des Philosophen Aristoteles (zoon logon echon) zurück, das, eigentlich auf den Menschen gemünzt, hier im wörtlichen Sinne auf sprechende Delfine anspielt.

## Handlung
In einem Forschungslabor in Florida versuchen Wissenschaftler, Delfinen das Sprechen beizubringen.
Sie arbeiten mit zwei Delfinen, namens Ivan (Fa) und Bessie (Bi). Nachdem es den Wissenschaftlern gelingt, die beiden miteinander zu paaren, beginnen die Delfine zu sprechen. Für die Wissenschaftler ist das ein sehr großer Fortschritt, aber Wissenschaftler Michael hegt moralische Bedenken am Projekt. Er befürchtet, dass die Delfine für militärische Zwecke missbraucht werden könnten und ist der Ansicht, der laufende Vietnam-Krieg sei ungerechtfertigt, weswegen er als Kommunist beschimpft wird.
Es findet eine große Pressekonferenz statt, während der die Delfine mit den Reportern sprechen. Fa erklärt den Reportern, dass er auch lesen könne und sein Lieblingsbuch Das Dschungelbuch sei. Fa vergleicht sich mit der Figur des Mowgli, da er von Menschen großgezogen wurde.
Doch eines Tages werden Fa und Bi entführt und eine Atombombenexplosion zerstört einen amerikanischen Kreuzer vor der Chinesischen Küste. Es droht der Dritte Weltkrieg auszubrechen.

## Verfilmung
Das Buch wurde 1973 unter dem Titel Der Tag des Delphins verfilmt. Allerdings kann man hier nur sehr eingeschränkt von einer Verfilmung des Werkes sprechen, denn aus der Veränderung der Handlung ergibt sich hier eine vollständige Negation des Anliegens und der Aussage des Originals.

## Ausgaben
Auf Deutsch erschien der Roman in der Übersetzung von Eduard Zak.
- Robert Merle: Der Tag der Delphine. Karlsruhe: Stahlberg, 1969.
- Robert Merle: Ein vernunftbegabtes Tier. Berlin: Aufbau Verlag, 1969.
- Robert Merle: Der Tag der Delphine. München: Goldmann Taschenbuch, 1987, ISBN 3-442-08863-1